# Goranowci (obwód Kiustendił)
Goranowci (bułg. Дворище) – wieś w Bułgarii, w obwodzie Kiustendił, w gminie Kiustendił. Według danych szacunkowych Ujednoliconego Systemu Ewidencji Ludności oraz Usług Administracyjnych dla Ludności, 15 września 2022 roku miejscowość liczyła 75 mieszkańców.

## Historia

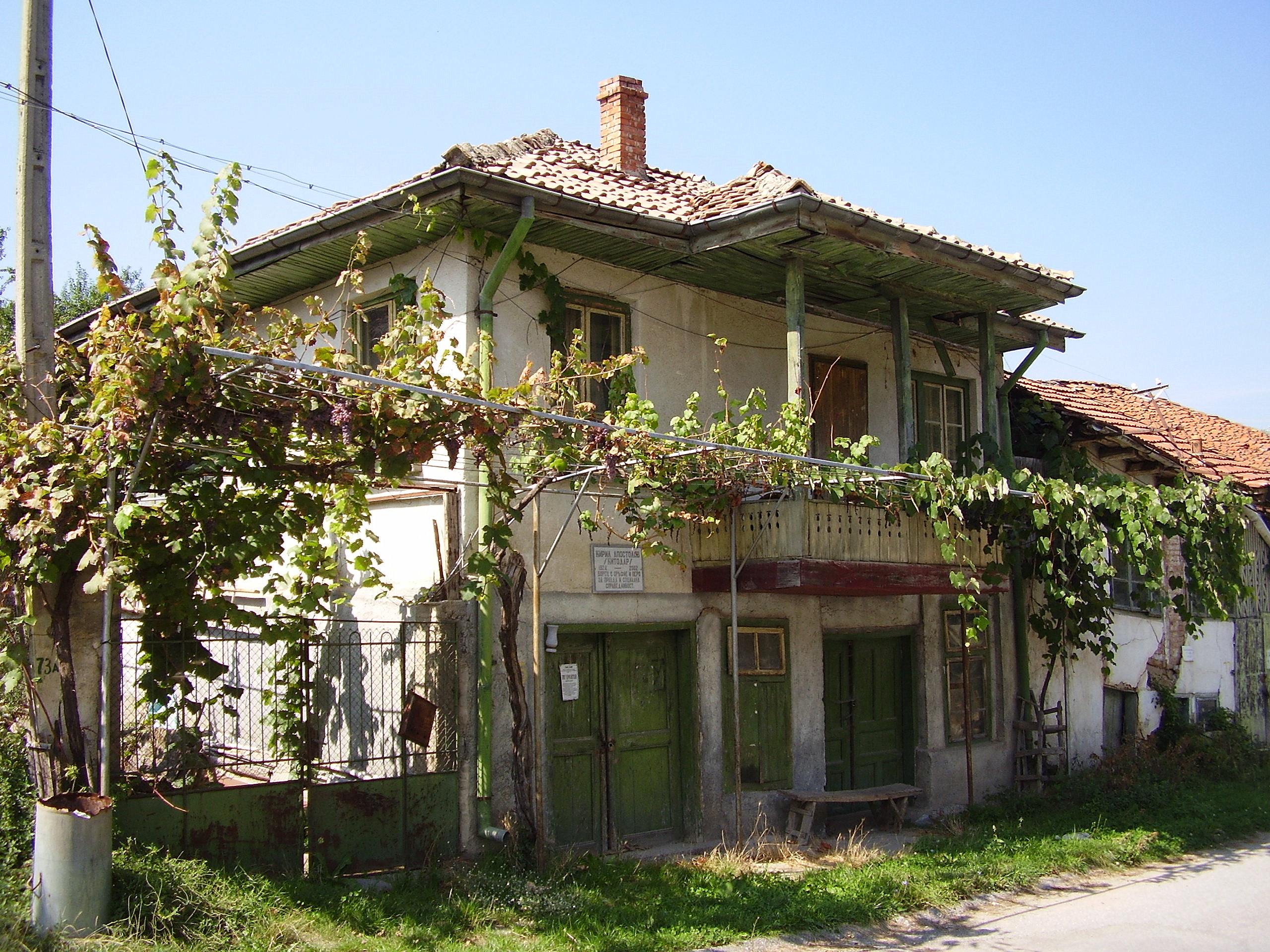
Jedna z wielu opuszczonych kyszt (domów)

Pozostałości starożytnej i późnośredniowiecznej osady oraz nekropolii świadczą o tym, że teren ten był zamieszkany od czasów starożytnych. Miejscowość ta to stara średniowieczna osada. W tureckich spisach Dżelepkeszanów z lat 1576–77 widniał pod nazwą Goranowecw kaazie Yłydża (Kiustendił). W 1866 r. wieś liczyła 60 gospodarstw i 469 mieszkańców. W 1868 r. otwarto szkołę, w 1885 r. wybudowano kościół pw. Świętej Trójcy. W 1925 r. utworzono czitaliszte „Christo Botew”. Zachowało się wiele domów z początku XX wieku, które wyróżniają się oryginalną architekturą. Obecnie wiele domostw jest opuszczonych i popadających w ruinę. We wsi znajduje się Muzeum Etnograficzne.

## Zabytki
do zabytków zalicza się:

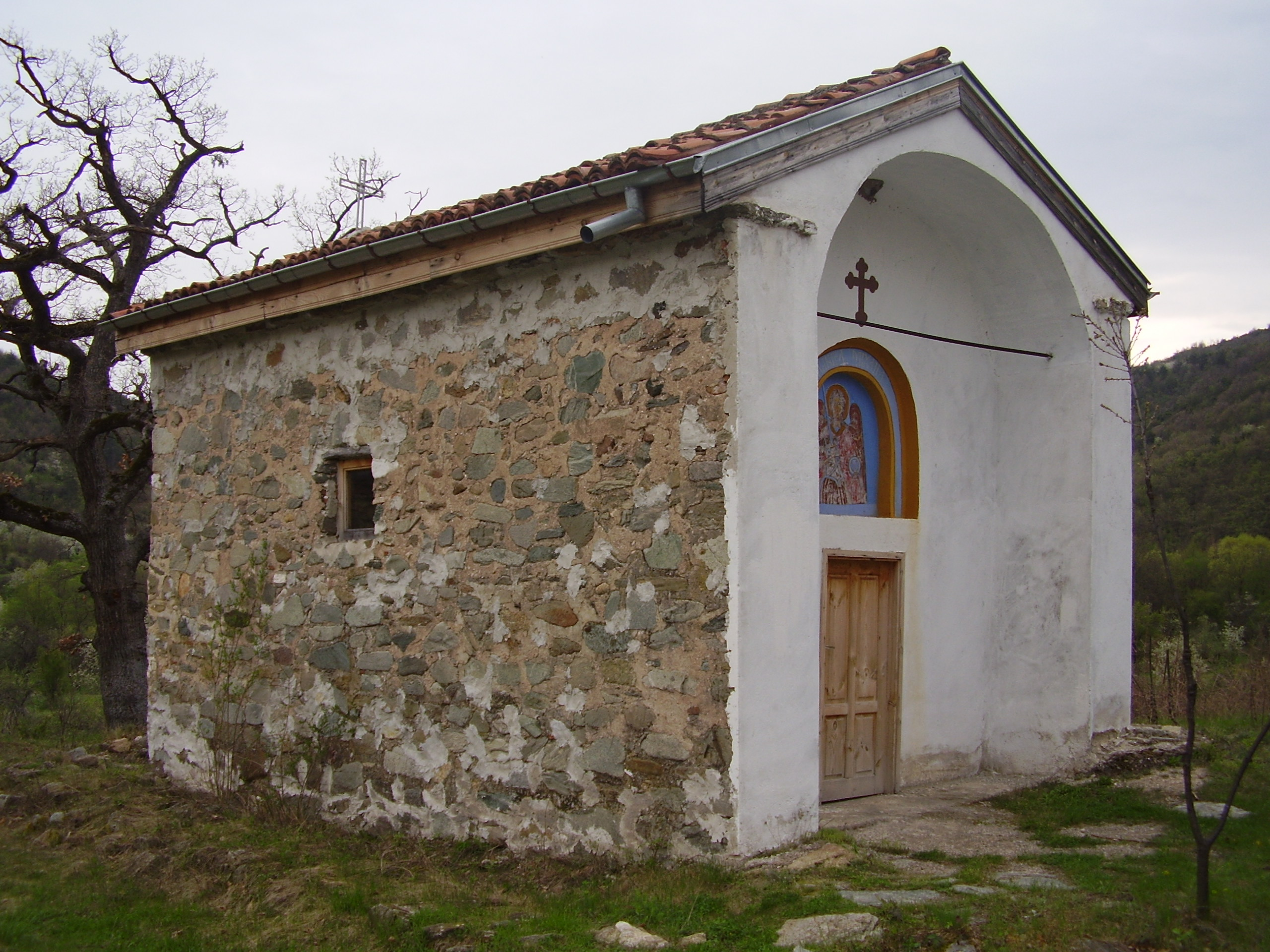
Cerkiew św. Archanioła Michała

- Cerkiew św. Archanioła Michała, powstała w średniowieczu
- Cerkiew św. Trójcy z 1885 r.
- Kyszta Kruma Zarewa

## Osoby związane z miejscowością

### Urodzeni
- Georgi Nikołow (1912–1969), – kmet Kiustendiłu